# 厄尔巴岛

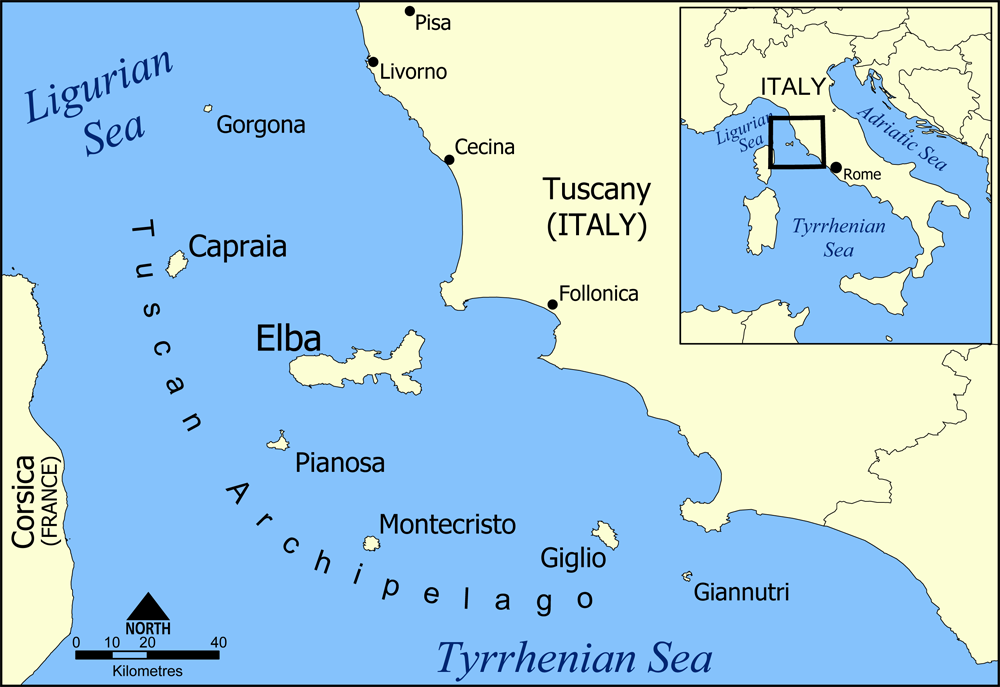
厄尔巴岛和托斯卡纳群岛的其他岛屿

厄尔巴岛（義大利語：Isola d'Elba）位於意大利托斯卡纳地区海岸线外，第勒尼安海和利古里亚海之间，是托斯卡纳群岛的主岛，也是仅次于撒丁岛和西西里岛的意大利第三大岛，距离亚平宁半岛西岸大约10公里，面积223平方公里，以出产葡萄酒闻名。
根据1814年签订的枫丹白露条约，法国皇帝拿破仑一世被流放至此，當時此島為法国領地。他在厄尔巴岛居住期间，保留“皇帝”头衔，并成为厄尔巴公国主权亲王，在名义上统治该岛，每年还可以获得两百五十万法郎的津贴，但由英國皇家海軍監看該島。在其统治期间，拿破仑在岛上实行了一系列的改革措施，收效良好。後人假託拿破崙之名，寫下著名的英語迴文詩：
Able was I ere I saw Elba.
（落敗孤島孤敗落）
1815年，拿破仑得到消息，认为法国人民仍然支持他，而维也纳会议无法立刻对其的行动作出一致反应，加上他怀疑英国密谋将其流放到大西洋的岛屿去，遂于2月逃离厄尔巴岛，回到法国，建立百日王朝。其后他再次失败，被流放到大西洋中的圣赫勒拿岛。

## 圖集

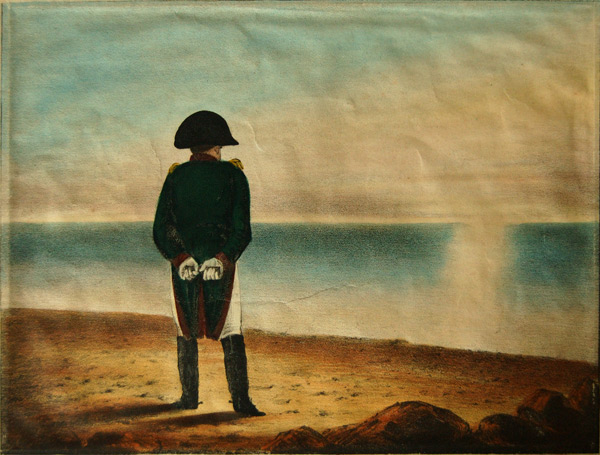
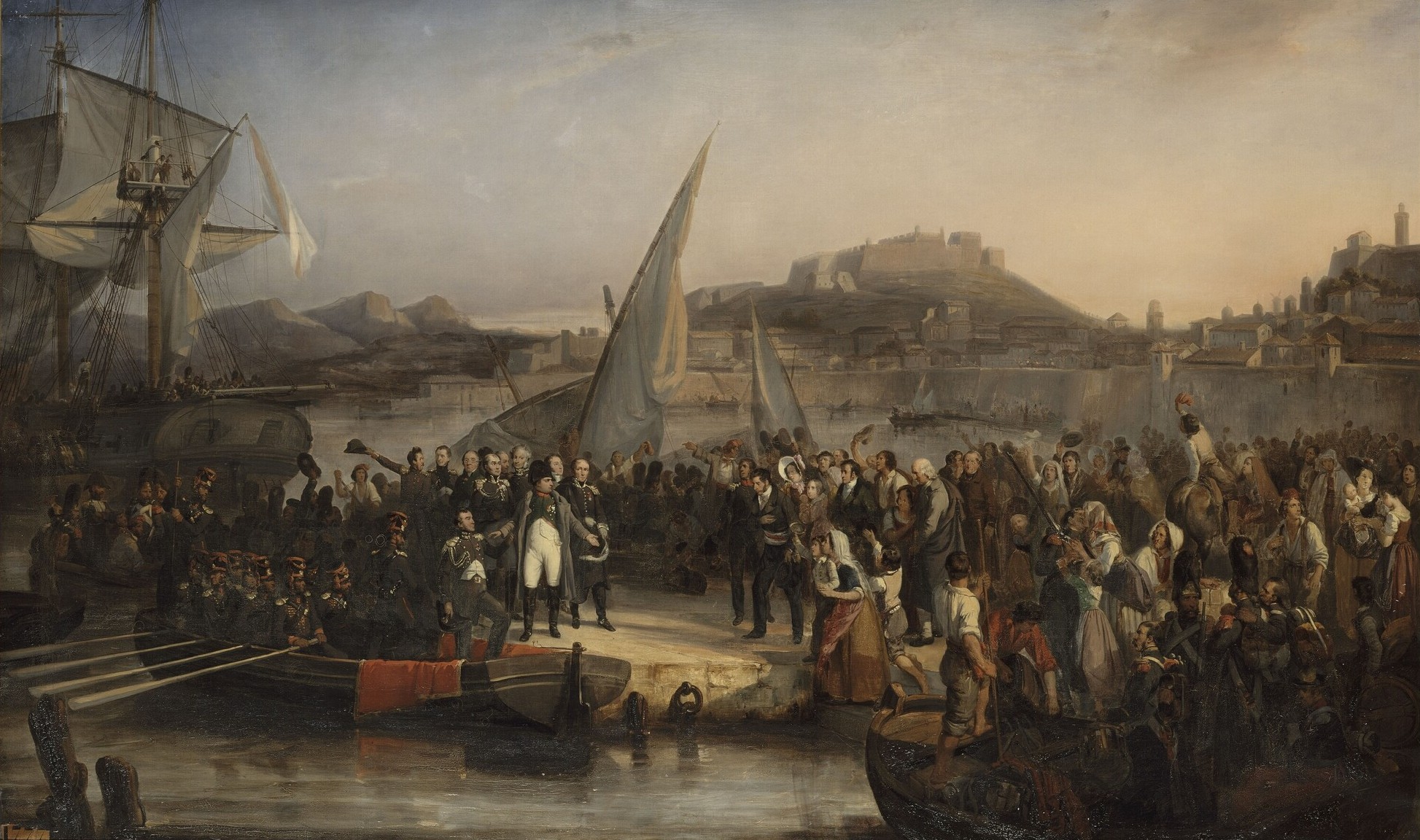
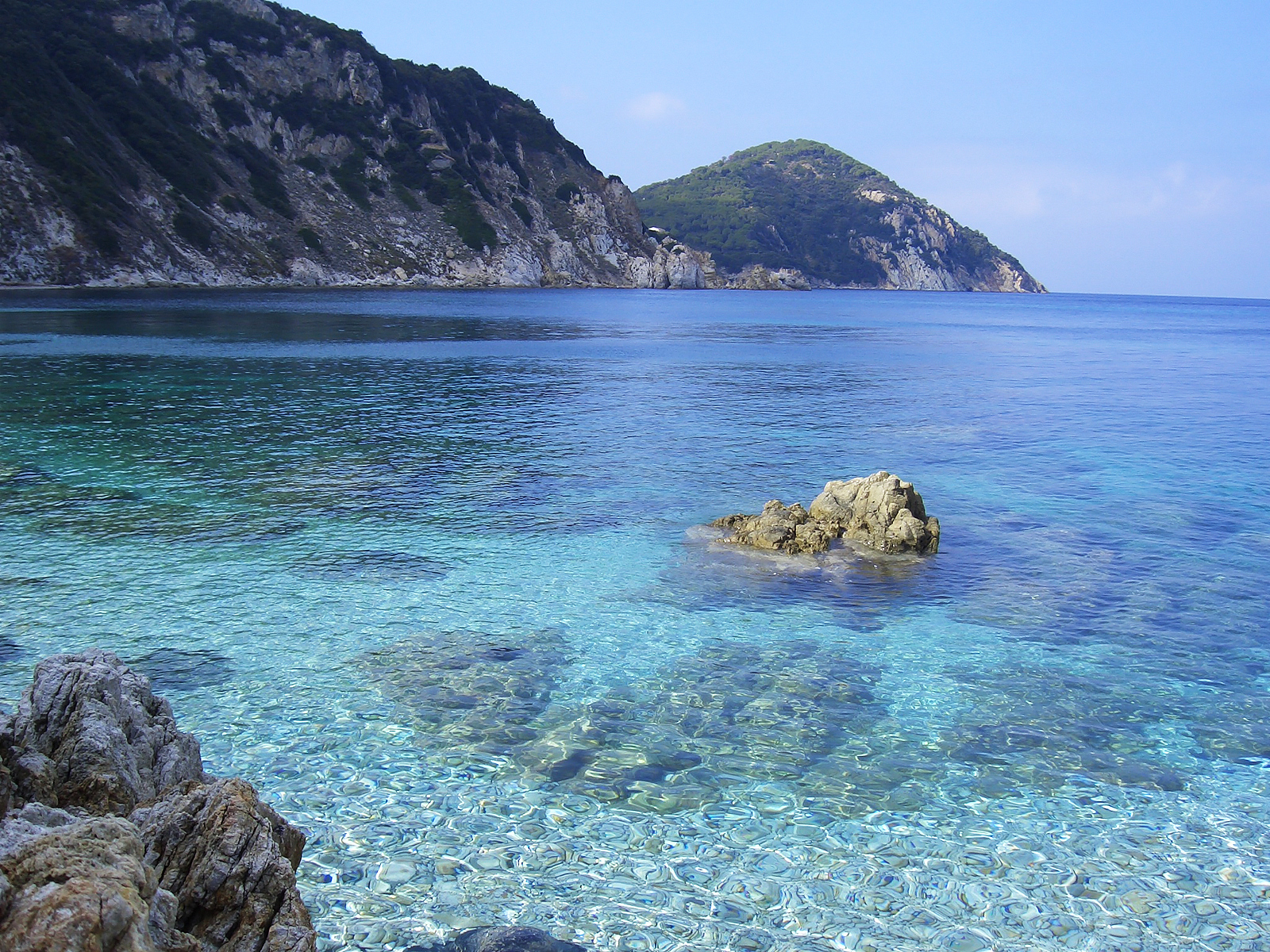
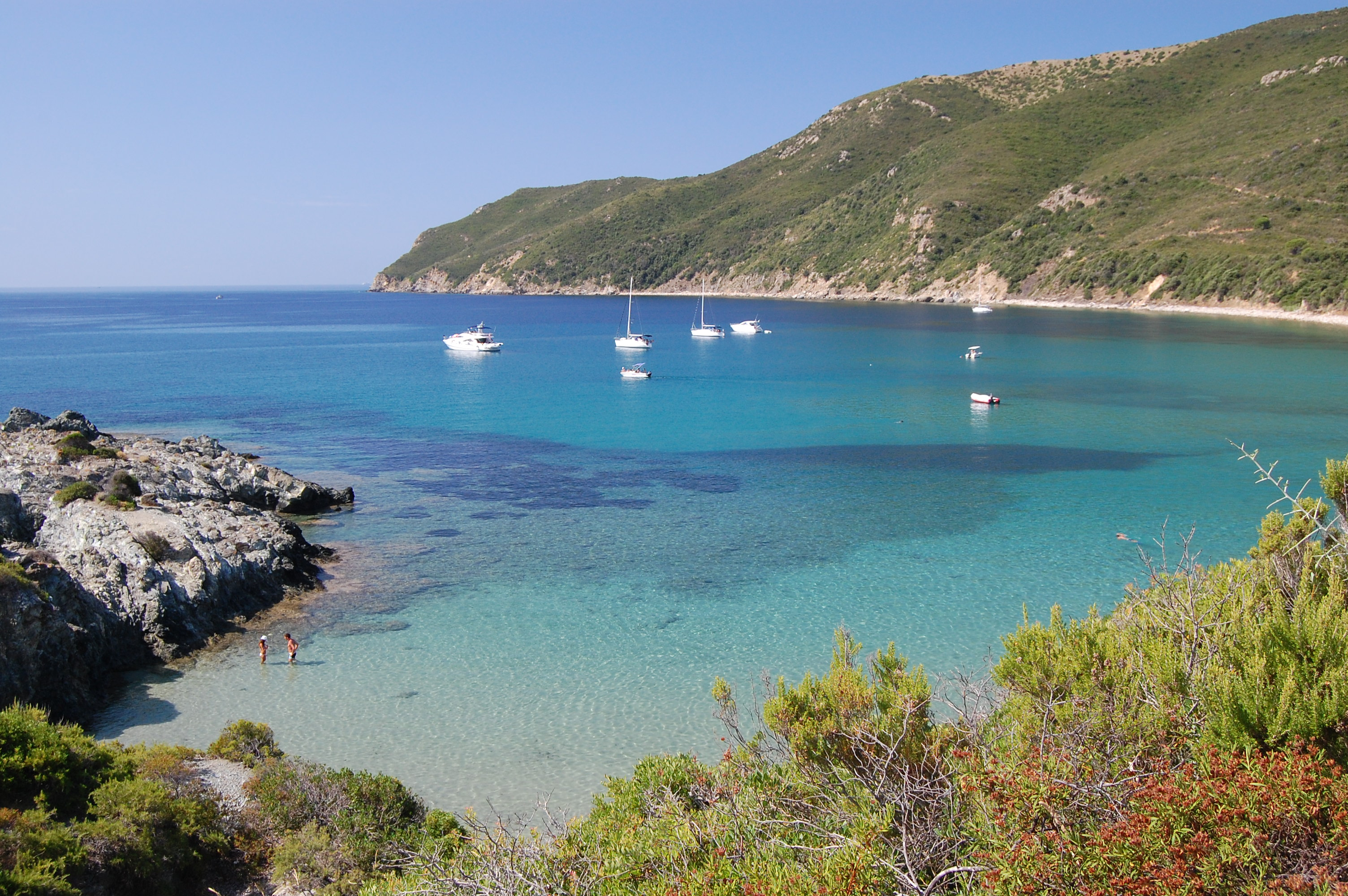
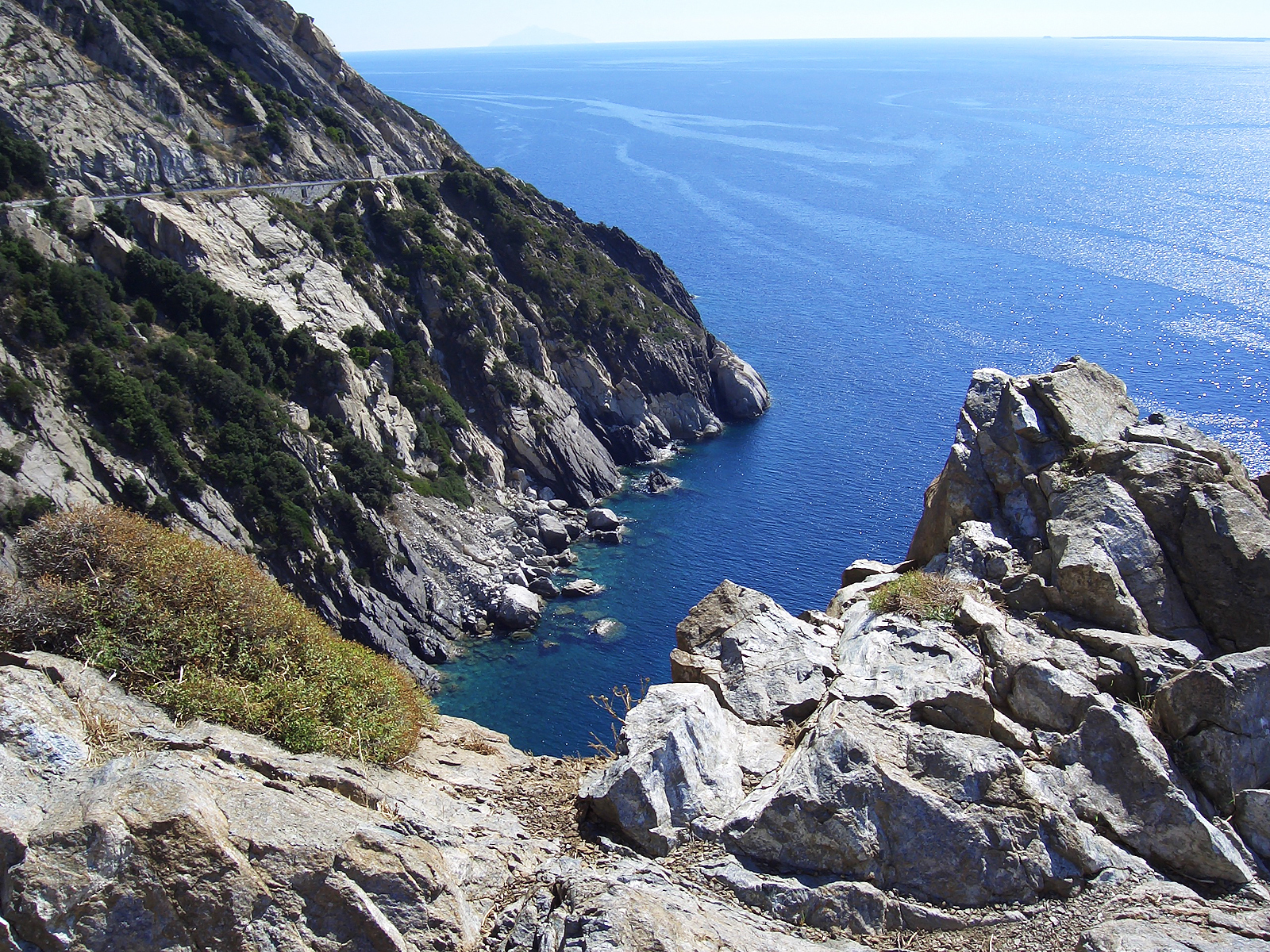
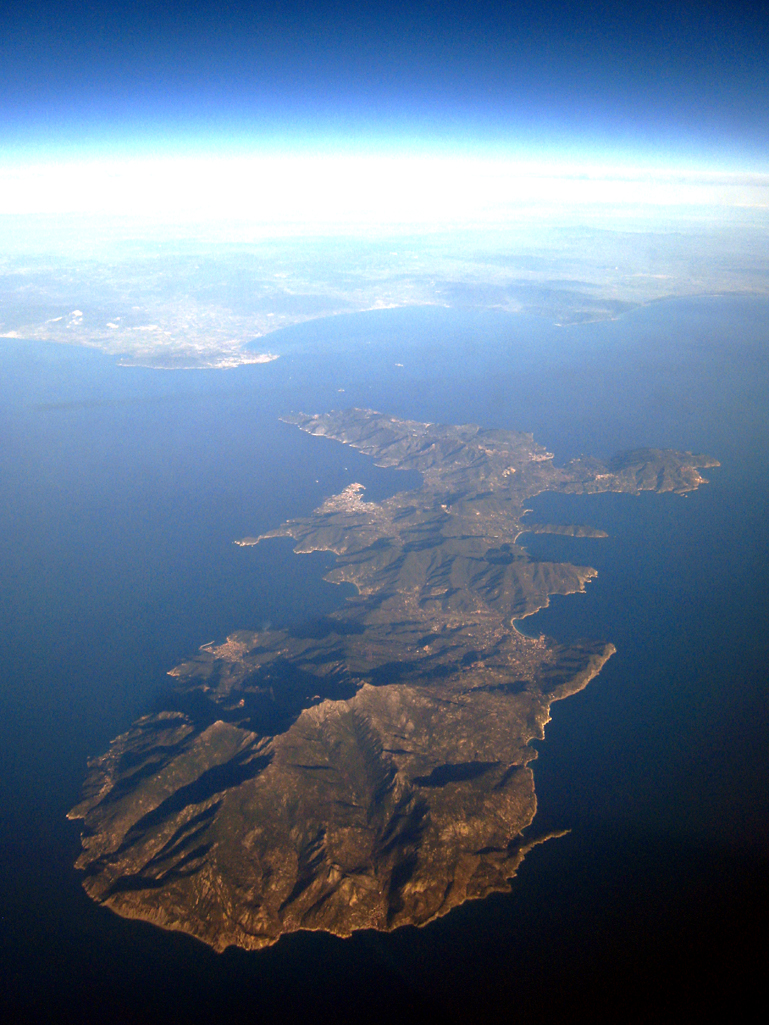
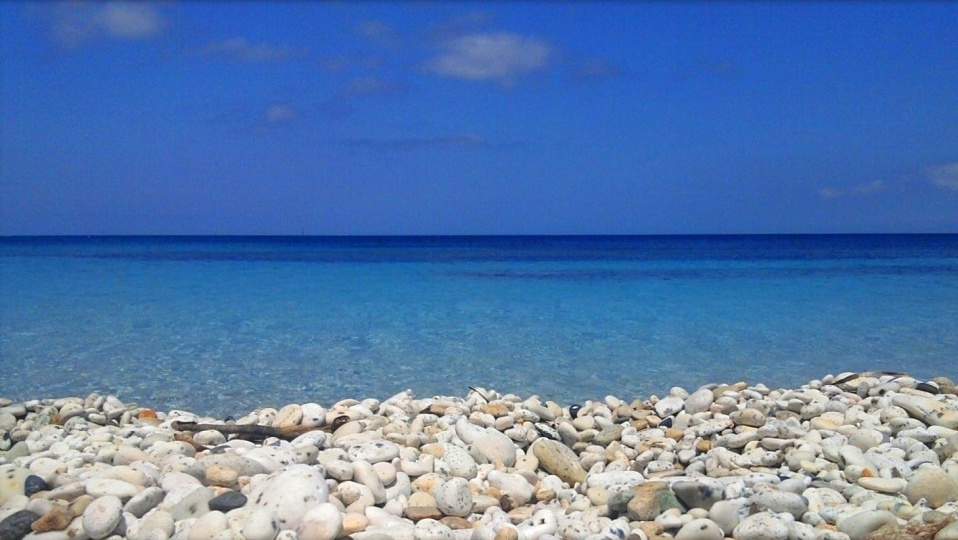
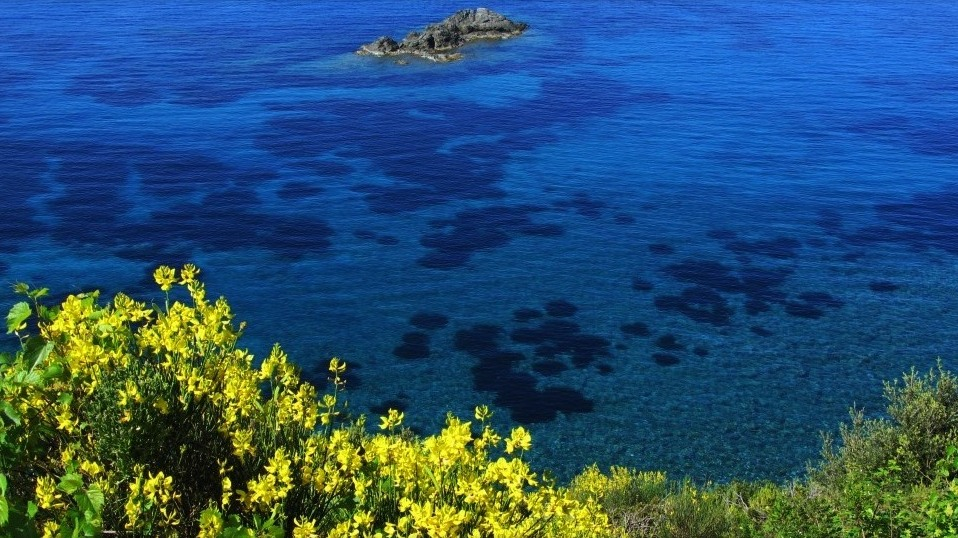
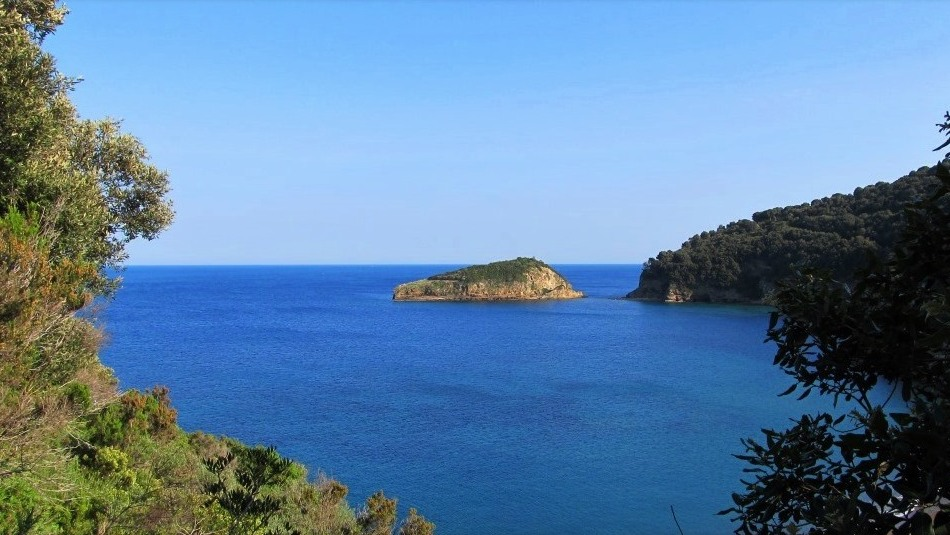
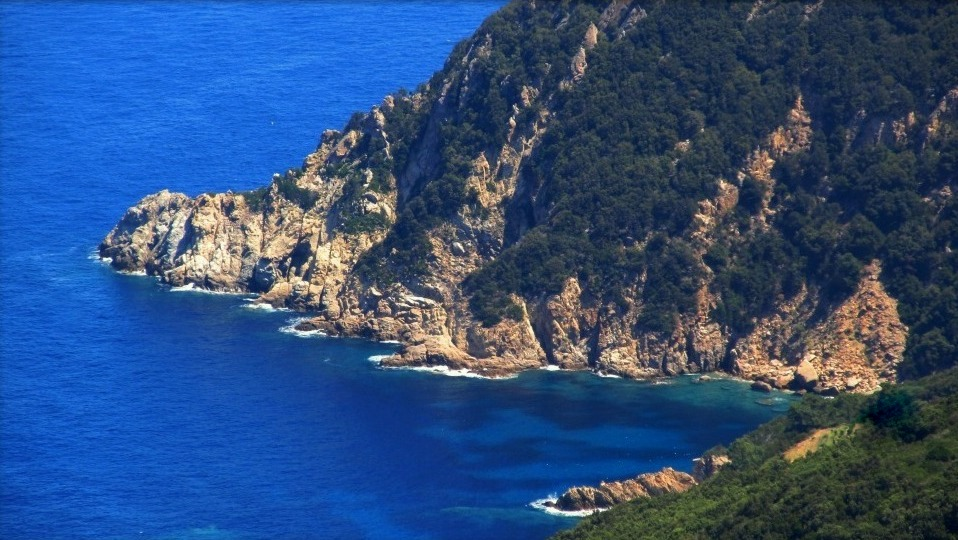
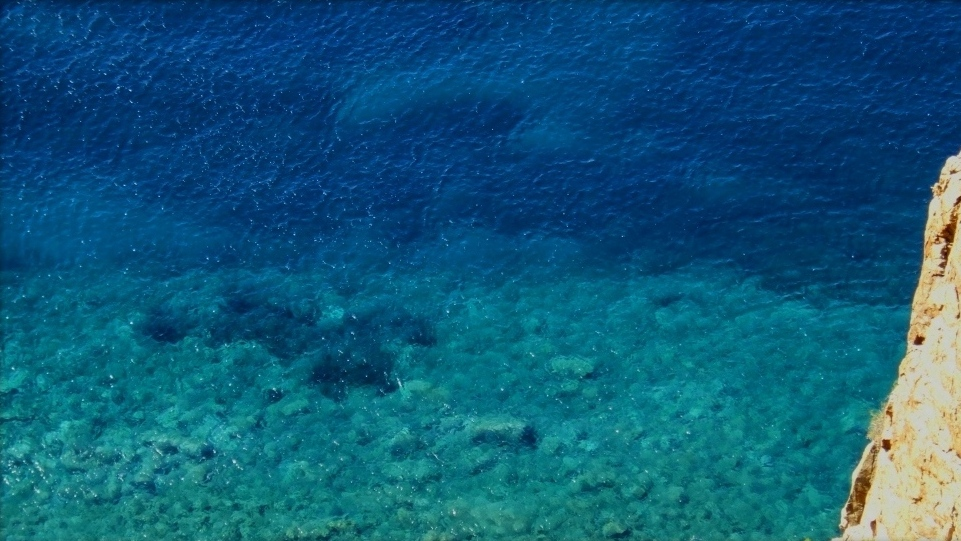
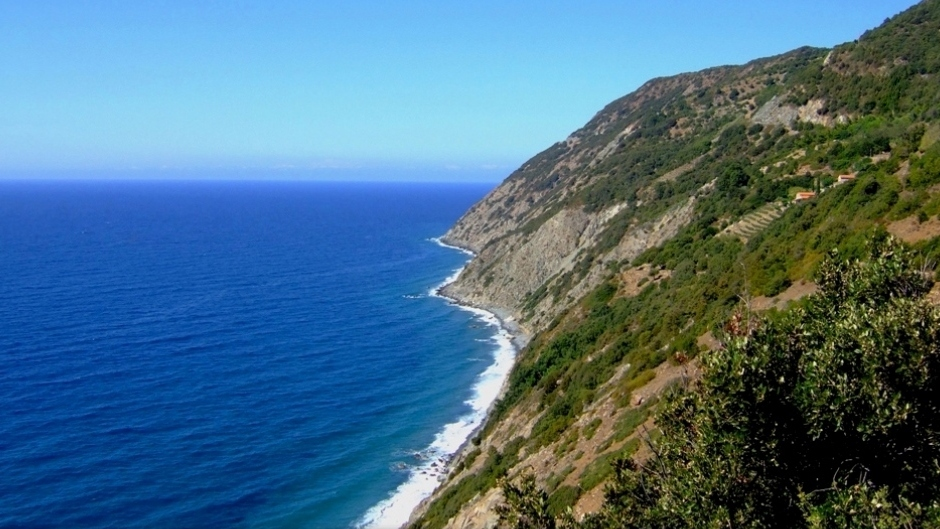
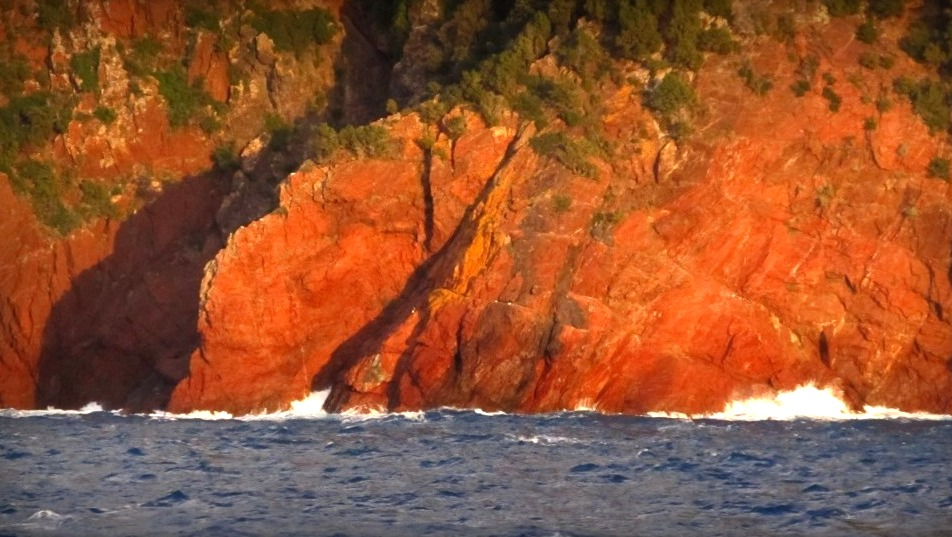
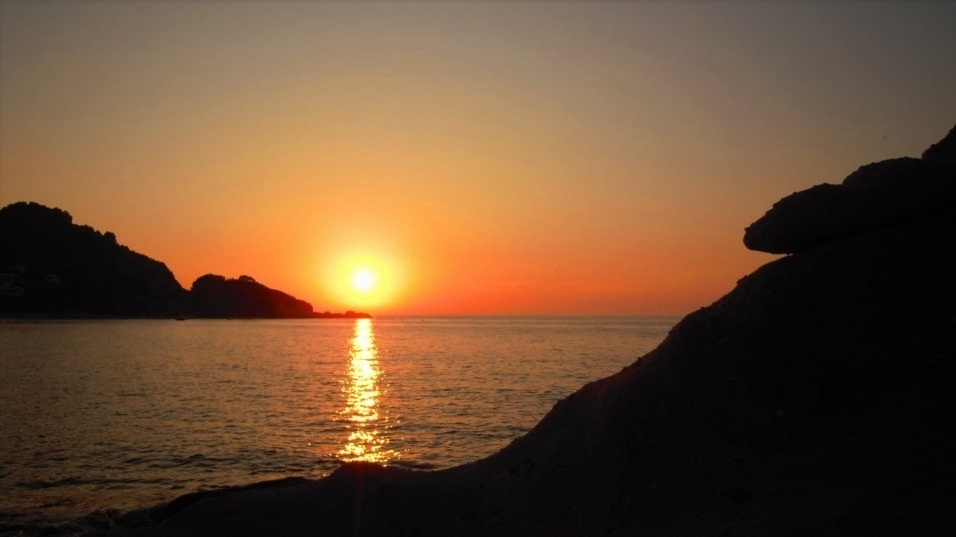
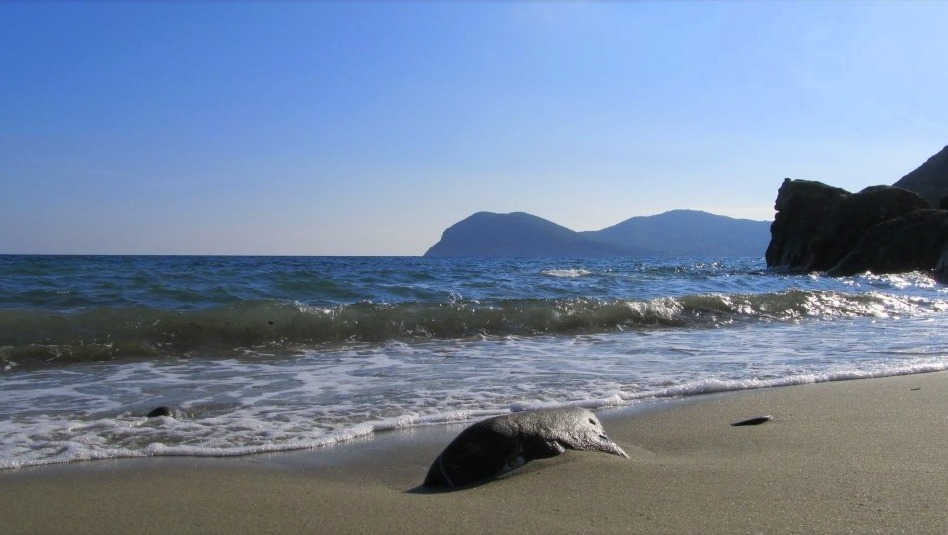
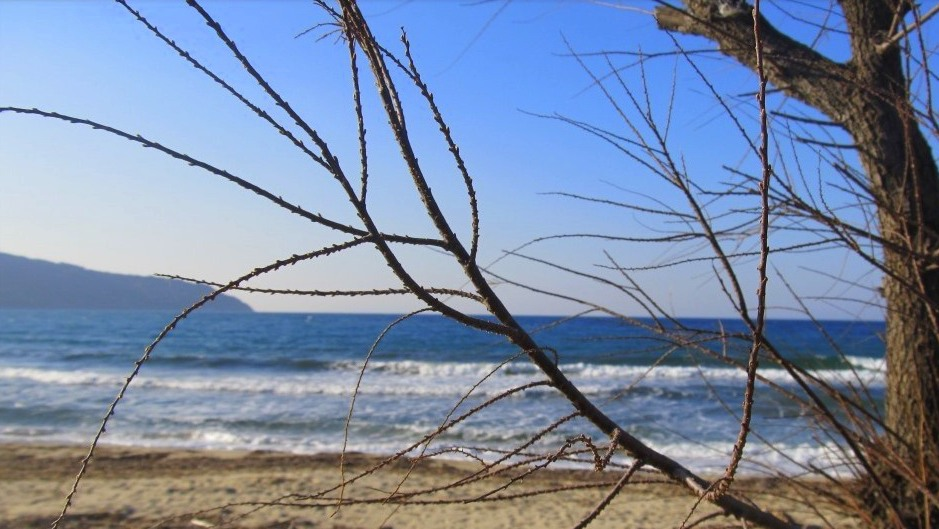
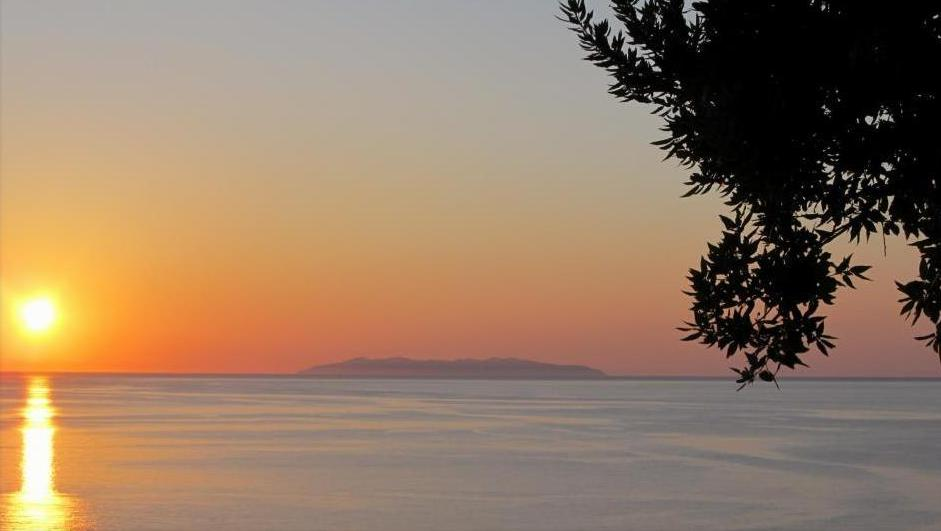
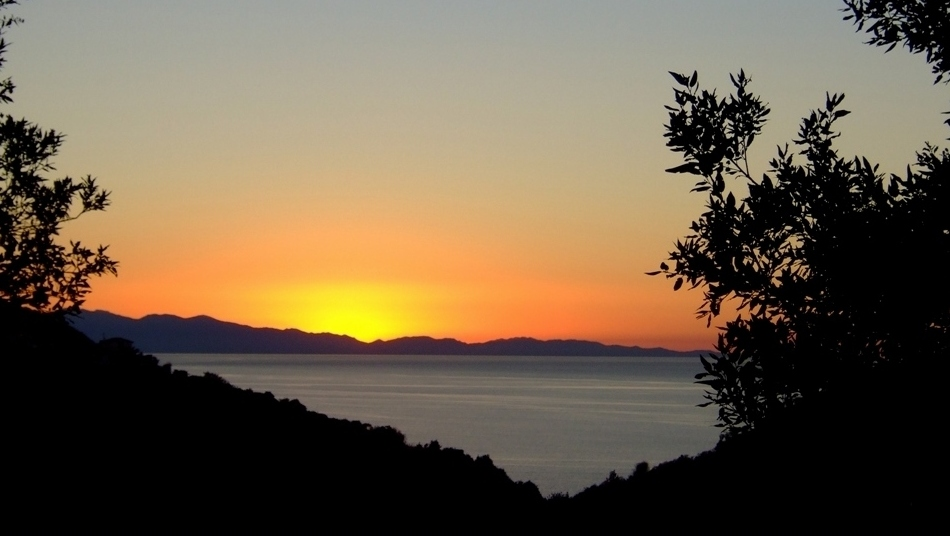
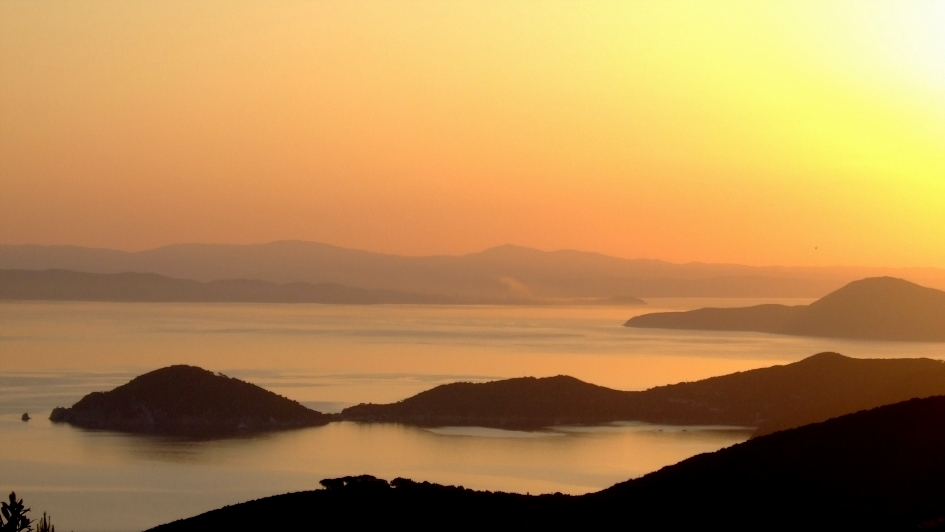
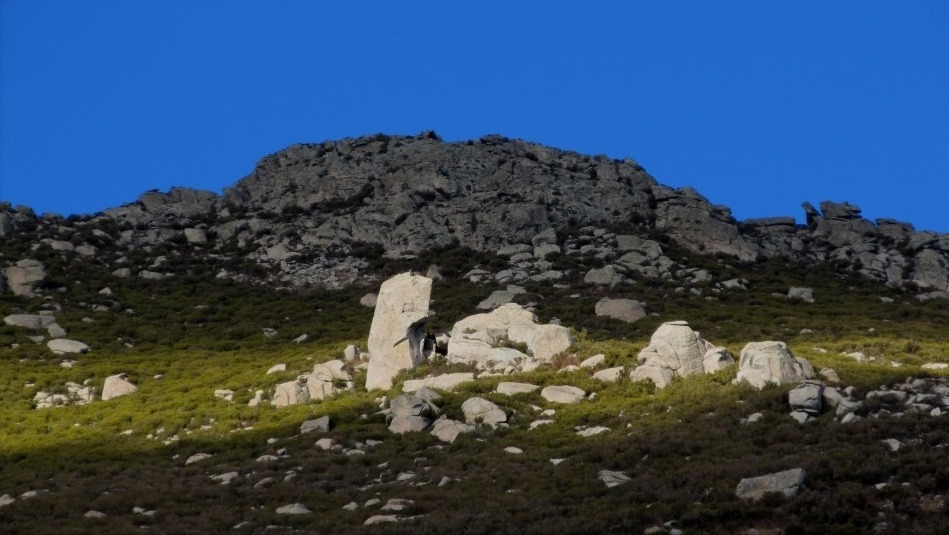
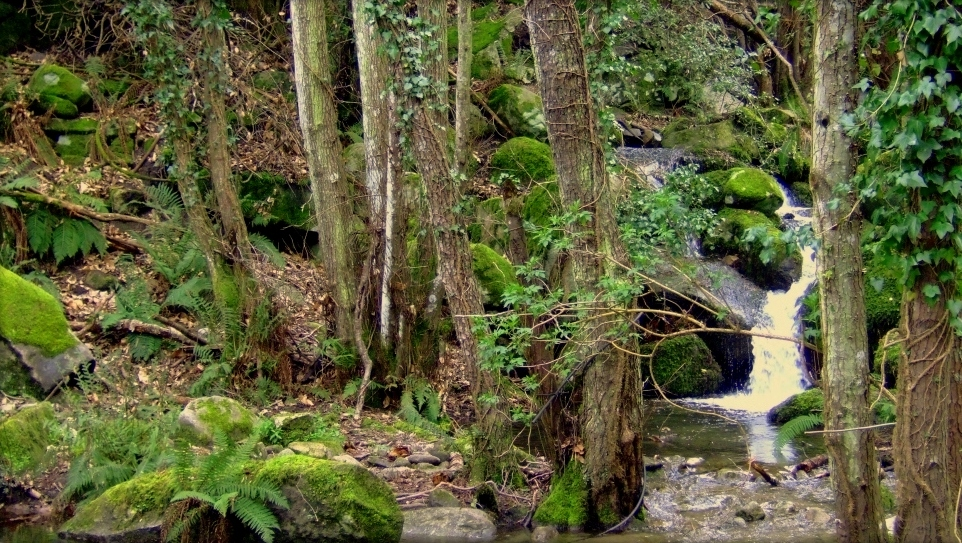
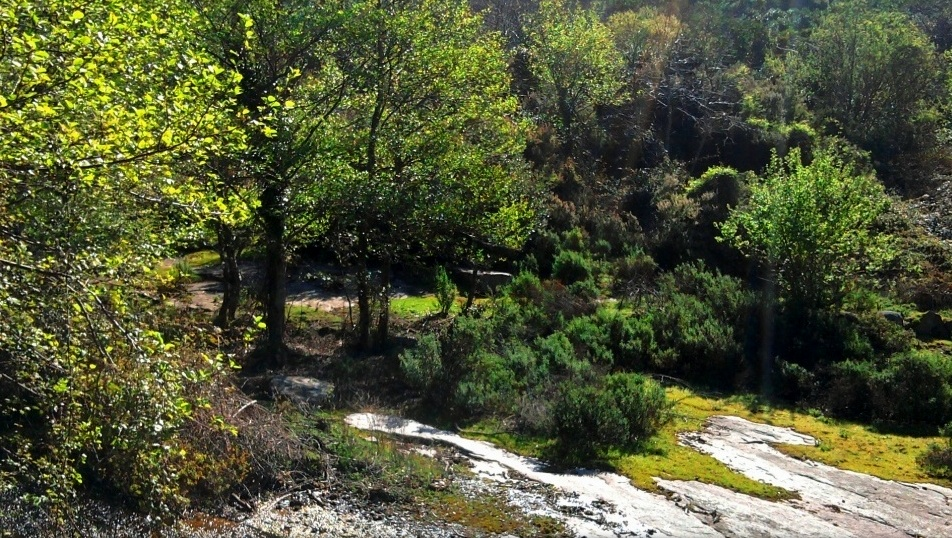
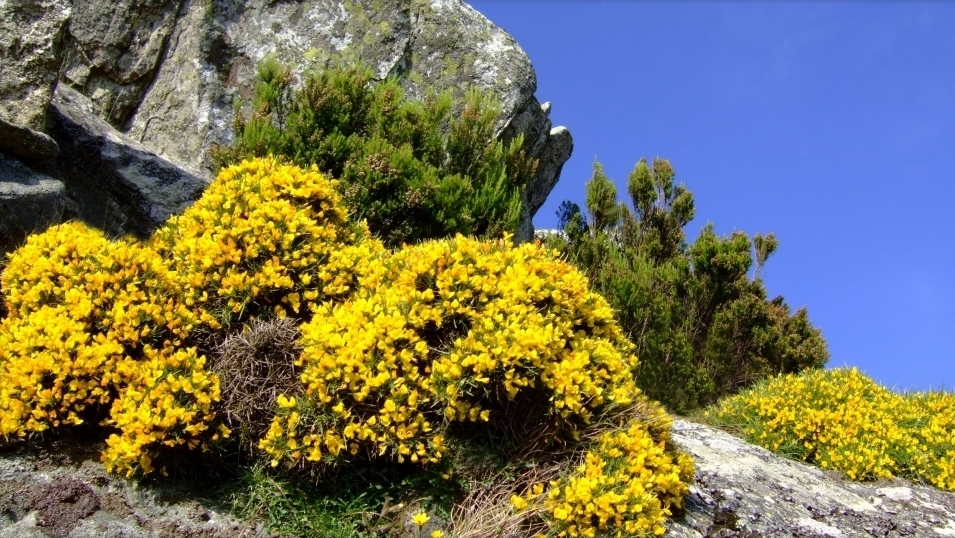
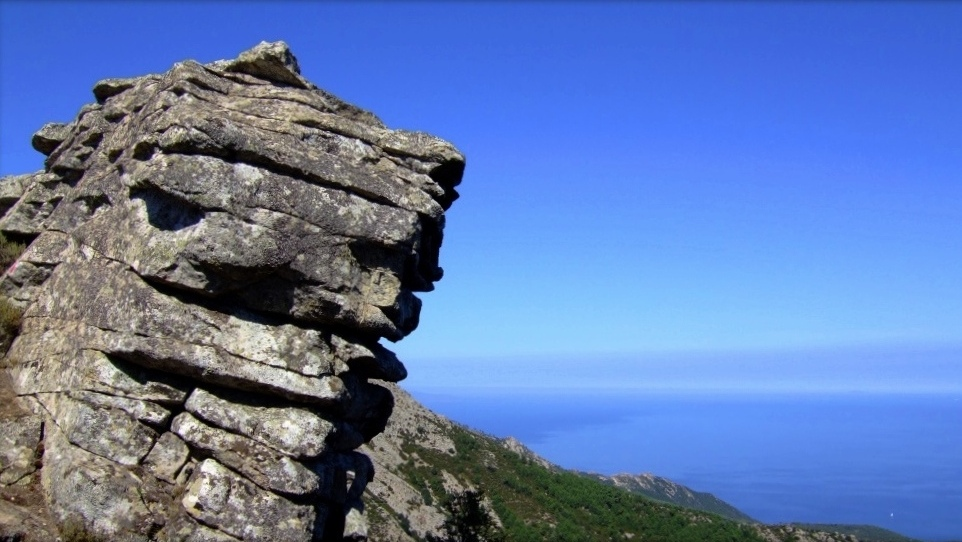
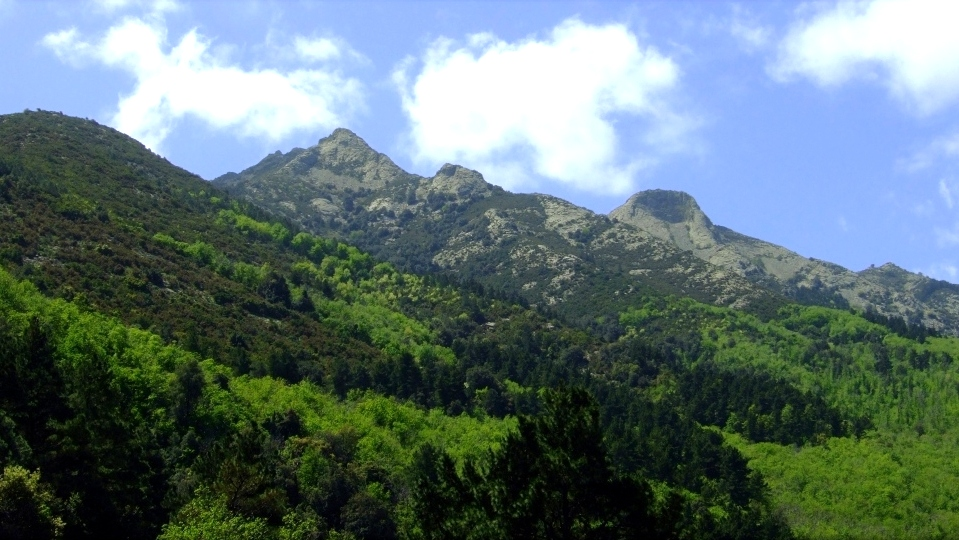
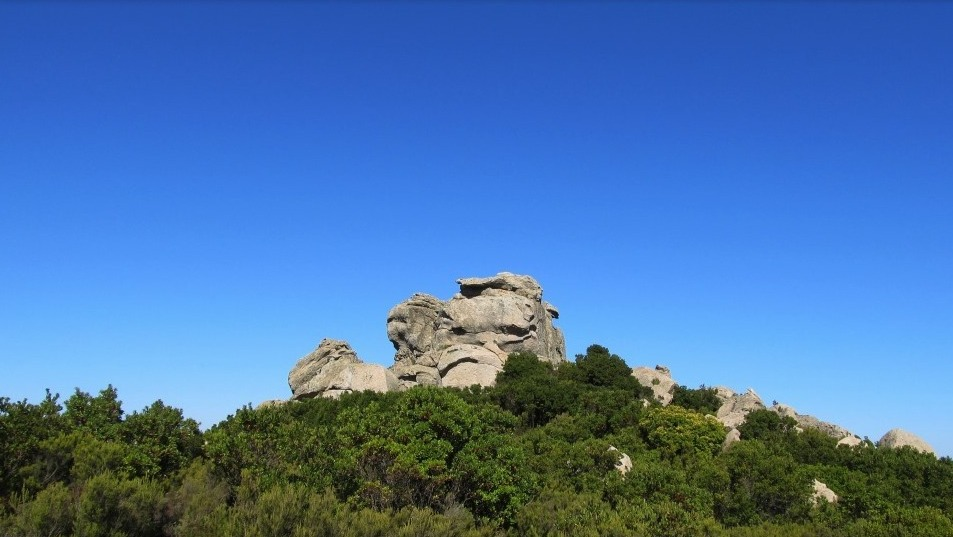
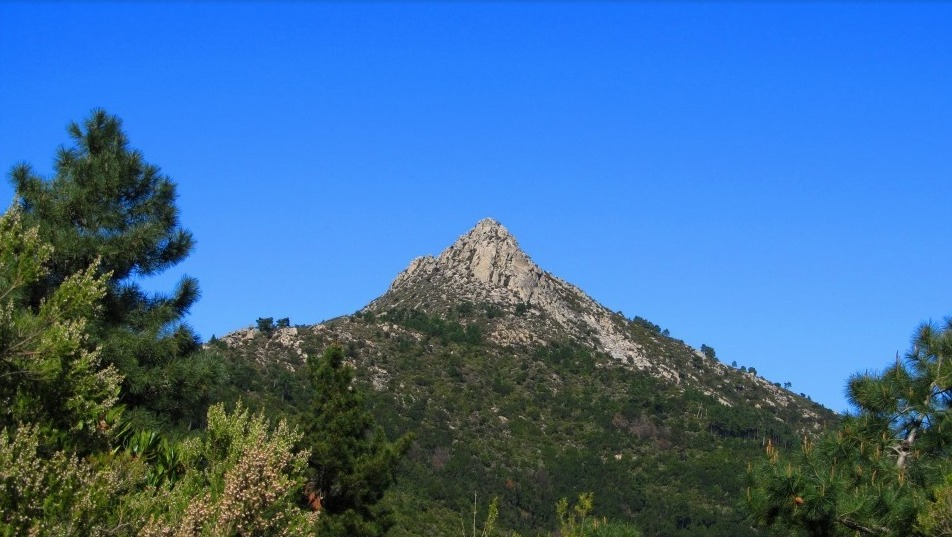
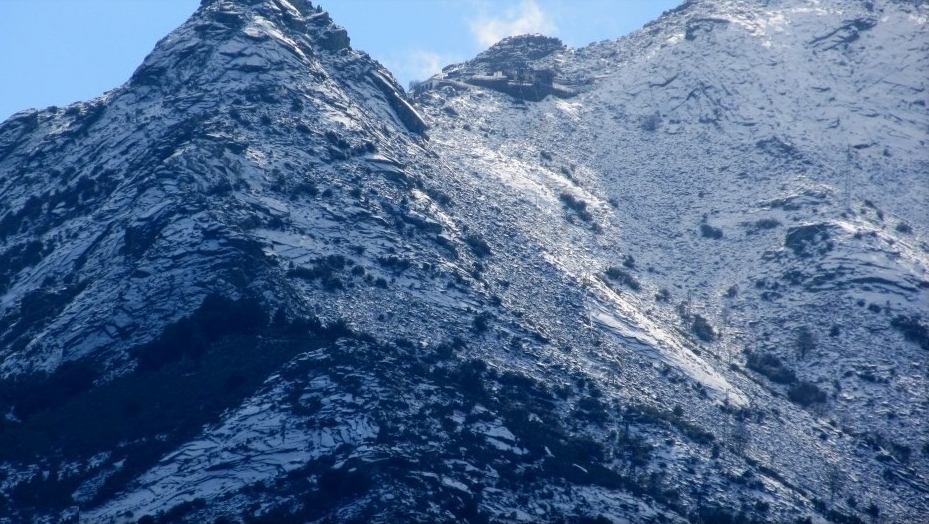
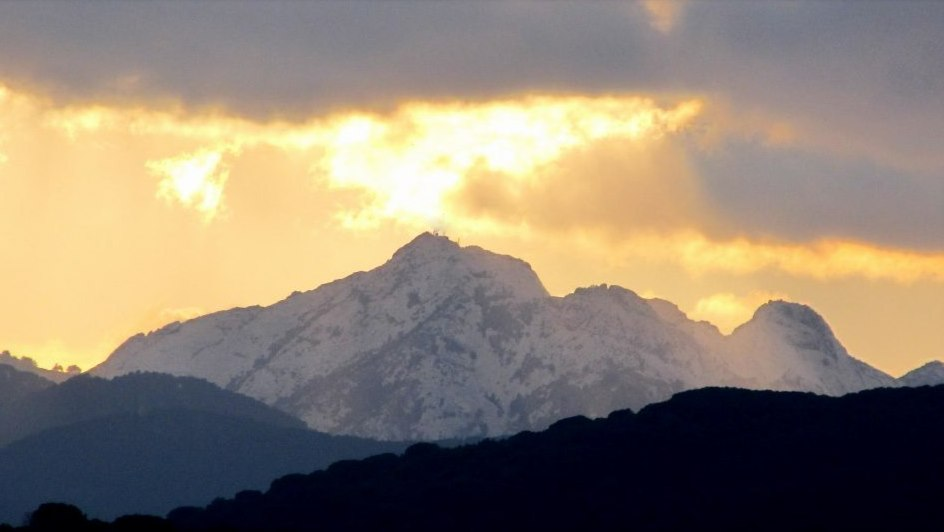
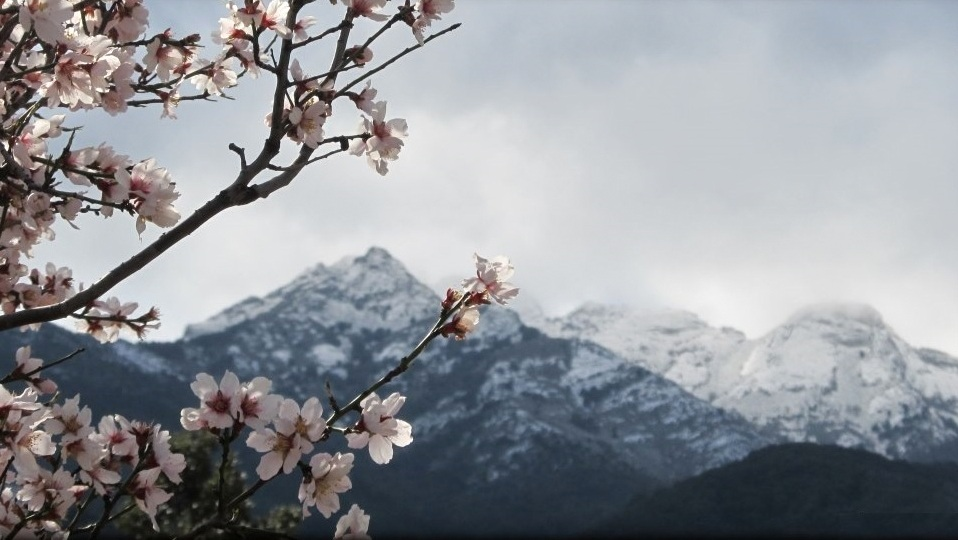
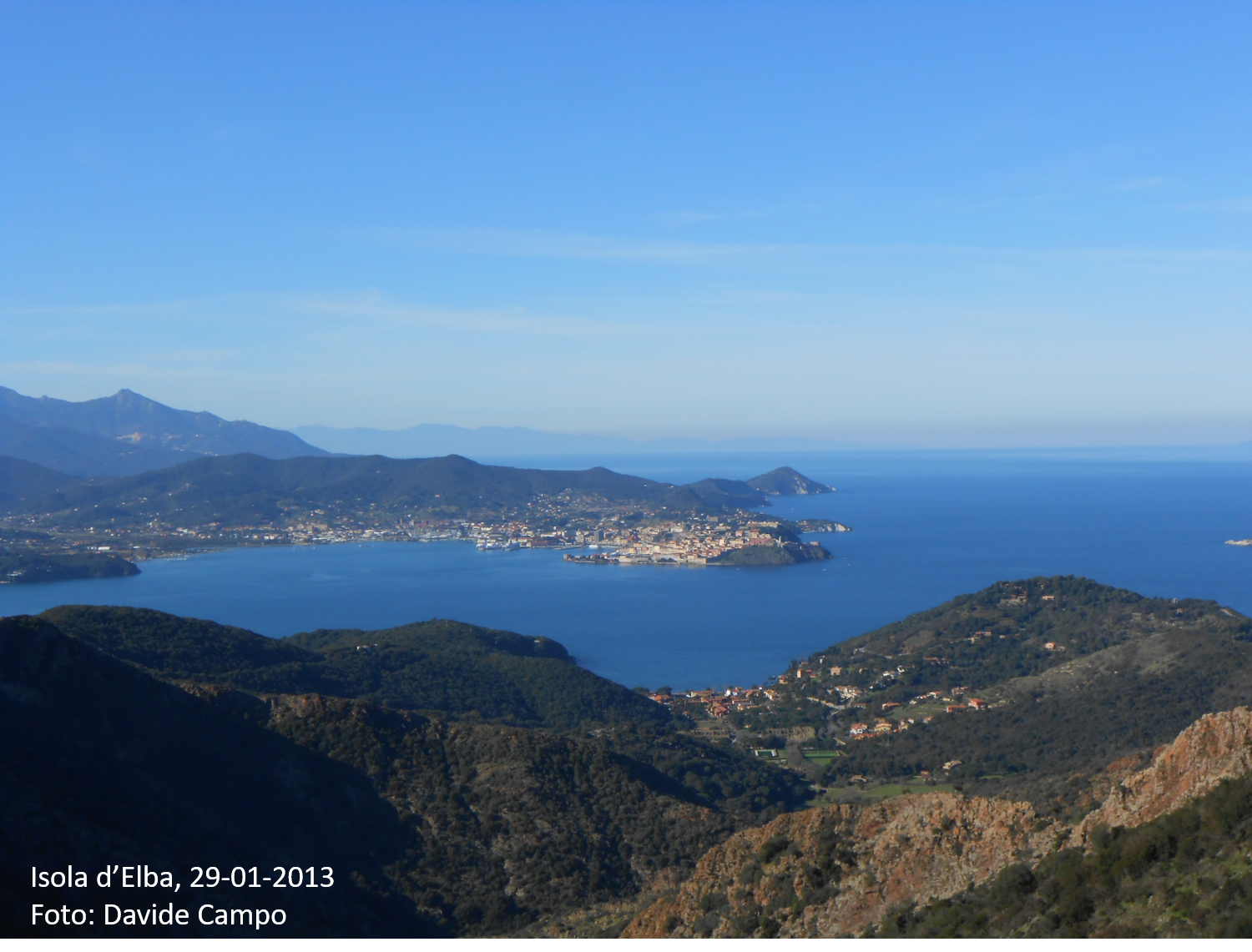